# Dasypoda aurata
Dasypoda aurata is een vliesvleugelig insect uit de familie Melittidae. De wetenschappelijke naam van de soort is voor het eerst geldig gepubliceerd in 1881 door Rudow.